# Ladji Keita
Ladji Keita, né le 29 avril 1983 à Dakar (Sénégal), est un footballeur sénégalais, qui évolue au poste d'attaquant.